# Laprida (Santiago del Estero)
Laprida es una localidad argentina ubicada en el departamento Choya de la provincia de Santiago del Estero. Se encuentra sobre la ruta provincial 6, 35 km al este de Loreto. Se desarrolló a partir de la estación Laprida del Ramal CC11 del Ferrocarril Belgrano.
En 2009 se encontraba en construcción un acueducto que nace en el embalse de Río Hondo, y llega hasta Laprida, transportando agua para consumo humano y animales. Cuenta con una institución deportiva, comisión municipal, escuela y una comisaría.

## Población
Cuenta con 1,197 habitantes (Indec, 2010), lo que representa un descenso del 1,48% frente a los 1,215 habitantes (Indec, 2001) del censo anterior.
| Gráfica de evolución demográfica de Laprida entre 1991 y 2010 |
|                                                               |
| Fuente: Censos nacionales del INDEC                           |